# Leucotabanus leucogaster
Leucotabanus leucogaster är en tvåvingeart som beskrevs av David Fairchild 1951. Leucotabanus leucogaster ingår i släktet Leucotabanus och familjen bromsar. Inga underarter finns listade i Catalogue of Life.